# TH-301
El TH-301 fue un blindado desarrollado por la firma alemana Thyssen - Henschel para el concurso instado por el gobierno argentino para la producción de un carro de combate, que sería la base del Tanque Argentino Mediano (TAM).
Se fabricaron tres prototipos en Alemania, y uno más en Argentina, para un total de cuatro unidades.

## Historia
A mediados de 1974, la empresa alemana Thyssen Henschel (que se convirtió en Henschel Wehrtechnik) se adjudicó un contrato para el diseño y desarrollo de un tanque medio de nuevo diseño para el Ejército Argentino, bajo la denominación del Programa TAM (Tanque Argentino Mediano), así como un vehículo de combate de infantería bajo la denominación del Programa VCI (Vehículo de Combate de Infantería), posteriormente denominado VCTP. El contrato cubría los aspectos iniciales del diseño, desarrollo y construcción de tres prototipos en Alemania, mas no de cualquier unidad hecha ya en la Argentina, tanto por la variante principal (TAM), como de la variante de transporte de tropas (VCI).
El primer prototipo del TAM se terminó en septiembre de 1976, siendo entregado el segundo y el tercer prototipo ya en el fin de año siguiente. Al término de los ensayos de la compañía en Alemania, los TAM fueron enviados a Argentina para ensayos y disparos de pruebas operacionales. la construcción del chasis y el montaje final se llevó a cabo en las instalaciones de Tanque Argentino Mediano Sociedad del Estado (TAMSE), en las cercanías de Buenos Aires mientras que la construcción de la torreta y la integración del sistema de armas de fuego y control de incendios se llevó a cabo en las instalaciones de TAMSE en Río Tercero. El requerimiento total del mencionado era por 512 TAM con 350 TAM y 320 VCTP, pero la producción se consideró como completa después de que unos 350, entre TAM y TAM VCTP habían sido construidos.
Para más detalles del desarrollo de dicho prototipo se debe revisar detalladamente la historia del TAM, ya que sería elegido como el prototipo vencedor en el concurso hecho por la Argentina.

## Descripción
El chasis del vehículo se basa en el usado por el Marder 1; utilizado anteriormente en grandes cantidades por el ejército alemán, pero los cuales serían modificados para tener en cuenta el aumento de peso en el vehículo y las tensiones causadas por el disparo del armamento principal en sus componentes de suspensión.
El casco es de acero totalmente soldado, con la placa del glacis inclinado como en el Leopard 2; y la que según su fabricante proporciona una gran protección contra disparos de armas pequeño calibre, las esquirlas y demás provenientes de artefactos explosivos, así como el de proyectiles perforantes de hasta 40 mm de calibre.

### Habitáculo
El conductor está sentado en la parte izquierda delantera del casco, y conduce el vehículo con un volante de dirección convencional. Él está provisto con tres periscopios y una escotilla de una sola pieza que se abre a la derecha. Dos compuertas proporcionan una salida de emergencia; ambas de escape distribuidas de manera eficiente, con una en el piso del vehículo y otra en la parte posterior del casco.

### Torreta
La torreta es de planchas de acero de alta resistencia, totalmente soldadas, y está montada retraída en la parte trasera del vehículo, como en el Merkava, con el comandante y el artillero a la derecha y el cargador en el lado izquierdo.
El comandante está provisto de una escotilla y de ocho periscopios para una visión panorámica del entorno de combate. Montado delante de la escotilla está situada un sistema de visión sin estabilizadores de marca Steinheil Lear Siegler TRP-2A, con un aumento comprendido entre x6 y x20, idéntica a la que se instala en los Leopard 1, la cual puede ser sustituida por un sistema de vista térmica nocturna. El comandante también opera el telémetro de apuntaje de blancos.
El artillero está sentado delante y por debajo del comandante. Está dotado de un sistema de miras Zeiss TZF con una magnificación de hasta x8, combinado con un periscopio giratorio/basculante para el seguimiento de blancos móviles.
El cargador está provisto de una escotilla que se abre hacia la parte trasera, y cuenta con un periscopio basculante montado en frente de él. Un puerto de carga de munición se proporciona en el lado izquierdo de la torreta. Montado en la parte trasera del casco hay una escotilla que se puede usar ya sea como una salida de emergencia o para reaprovisionar al vehículo rápidamente con munición o con suministros en combate.

### Armamento
El cañón principal es de 105 mm y ánima rayada desarrollado y fundido localmente en la Argentina, aunque el Rh Rheinmetall 105-30 se usó para pruebas de montaje y disparó en Alemania, y es compatible también con las adecuaciones hechas en esta torreta. Ambas armas pueden disparar todos las municiones estándar de los cañones de 105 mm disponibles. Está provisto un evacuador de gases de tipo taladro, así como un manguito térmico, y cuenta con estabilización total en ambos planos.
En el casco hay 50 proyectiles listos para su uso, 20 de las cuales están en la torreta. Montada coaxialmente al armamento principal hay una ametralladora de 7,62 mm. Así mismo se cuenta con una arma similar, que está montada en el techo de la torreta y que se puede usar para la defensa antiaérea. Cuatro tubos lanzagranadas Wegmann de 76 mm. están montados a cada lado de la torreta. El equipo opcional incluye blindaje adicional, radios y un sistema de intercomunicación.

### Motorización
En el TH-301 el motor está montado a la derecha del conductor, con la placa de glacis abisagrada a la derecha; para permitir el acceso de los mecánicos al motor para su mantenimiento, y es idéntico al instalado en el Marder 1, el cual desarrolla una fuerza motora de 600 caballos de vapor (441 kW) (a 2200 revoluciones por minuto), ya en los vehículos de producción el motor ya sería sobrealimentado, por lo que desarrollaría 720 kilovatios (979 CV) (a 2400 rpm). El motor está acoplado a una caja de cambios Renk de la referencia HSWL-204, de discos planetarios, lo que le da cuatro marchas en ambas direcciones, y el sistema de dirección es del tipo hidrostático continuo.

### Suspensión
El sistema de suspensión consta de barra de torsión, con seis puntos en las orugas, las cuales van recubiertas en su sección interna de caucho, con el piñón de accionamiento en la parte delantera, la rueda de guía en la parte trasera y tres rodillos de retorno por oruga. 
Las estaciones del primero, segundo, quinto y sexto ejes de las orugas tienen amortiguadores hidráulicos. Las orugas son hechas por Diehl, y cuentan con almohadillas de goma desmontables. La parte superior de las orugas están cubiertas por faldones de goma desmontables.

### Otros aspectos
Para ampliar el radio de acción del TAM, dos bidones con más de 200 litros adicionales de combustible le han sido adaptados en la parte trasera del casco. El vehículo básico puede vadear hasta una profundidad de 1,4 metros, y con preparación entre 2,25 metros hasta 4 metros con su respectivo snorkel. El equipo estándar incluye un sistema de Defensa Nuclear, Radiológica, Biológica y Química, un calentador de combustión tanto para el arranque del motor en frío como fuente de energía suplementaria en paro, y para la iluminación del compartimiento de la tripulación, y un sistema de extinción de incendios que puede ser operado manualmente o automáticamente.

### Desarrollos relacionados
- Marder (vehículo blindado)
- Tanque Argentino Mediano
- TAM VCTP
- VCA Palmaria
- TAM VCLC

### Vehículos similares
- Leopard 1
- M60 Patton
- AMX-30
- OF-40
- Tipo 74
- Tipo 61
- Challenger 1
- Chieftain
- T-72

### Listas relacionadas
- Anexo:Carros de combate principales por generación
- Anexo:Vehículos blindados de combate por país